# Siphonellopsina kokagalensis
Siphonellopsina kokagalensis är en tvåvingeart som beskrevs av Andersson 1977. Siphonellopsina kokagalensis ingår i släktet Siphonellopsina och familjen fritflugor.
Artens utbredningsområde är Sri Lanka. Inga underarter finns listade i Catalogue of Life.